# (500207) 2012 HQ27
(500207) 2012 HQ27 es un asteroide perteneciente al cinturón de asteroides, descubierto el 29 de marzo de 2012 por el equipo del Mount Lemmon Survey desde el Observatorio del Monte Lemmon, Arizona, Estados Unidos.

## Designación y nombre
Designado provisionalmente como 2012 HQ27.

## Características orbitales
2012 HQ27 está situado a una distancia media del Sol de 2,563 ua, pudiendo alejarse hasta 3,111 ua y acercarse hasta 2,015 ua. Su excentricidad es 0,213 y la inclinación orbital 5,687 grados. Emplea 1499,46 días en completar una órbita alrededor del Sol.
Los próximos acercamientos a la órbita de Júpiter se producirán el 20 de octubre de 2046, el 24 de mayo de 2059 y el 23 de diciembre de 2071, entre otros.

## Características físicas
La magnitud absoluta de 2012 HQ27 es 18.